# Vivre sans eux
Pour plus de détails, voir Fiche technique et Distribution.
Vivre sans eux est un téléfilm français écrit par Jean-Luc Estèbe et réalisé par Jacques Maillot en 2018. Il a été diffusé pour la première fois, en Suisse le 8 juin 2018 sur RTS Un, puis en Belgique, le 5 avril 2020 sur La Une et, enfin, en France, le 8 avril 2020 sur France 2.

## Synopsis
Alors qu'ils ont rendez-vous avec le futur propriétaire d'une somptueuse demeure, un couple homosexuel est violemment assassiné par l'acheteur, Olivier Mauclair. Quelques jours plus tard, le père de l'un d'eux, Martin Calbert, se rend à la propriété. Il vient de retrouver son fils Aurélien après des années de brouille. Son fils lui a donné rendez-vous chez lui. Mauclair dit ignorer où il est. Persuadé qu'il lui est arrivé quelque chose, il espionne la demeure. La gendarmerie, elle, ne le croit pas. Martin fait, en effet, l'objet d'une injonction d'éloignement pour violence sur son fils. Dans sa quête de vérité, Martin rencontre Adèle Terrazoni. Elle cherche son père, le compagnon d'Aurélien. Voilà Martin et Adèle réunis pour découvrir ce qui est arrivé au couple, malgré la différence de génération et de tempérament.

## Fiche technique
Sauf indication contraire ou complémentaire, les informations mentionnées dans cette section proviennent du générique de fin de l'œuvre audiovisuelle présentée ici.
- Titre original : Vivre sans eux
- Réalisation : Jacques Maillot
- Premier assistant réalisateur : Yannick Karcher
- Scénario : Jean-Luc Estèbe
- Production : France Télévisions et Italique productions , avec le soutien de la Région Grand Est, en partenariat avec le Centre national du cinéma et de l'image animée et avec la participation de TV5 Monde
- Productrice : Hélène Delale
- Directeur de production : Régis Vallon
- Musique originale : Simon Meuret et Krishna Levy
- Photo : Luc Pagès
- Son : Aline Huber
- Décor : Jean-François Sturm
- Costumes : Bethsabée Dreyfus
- Pays d'origine :  France
- Langues originales : français
- Format : couleur
- Genre : drame psychologique
- Dates des premières diffusions :
  -  Suisse : 8 juin 2018 sur RTS Un[1]
  -  Belgique : 5 avril 2020 sur La Une[2]
  -  France : 8 avril 2020 sur France 3

## Distribution
Sauf indication contraire ou complémentaire, les informations mentionnées dans cette section proviennent du générique de fin de l'œuvre audiovisuelle présentée ici.
- Bernard Le Coq
- Esther Garrel
- Grégory Montel

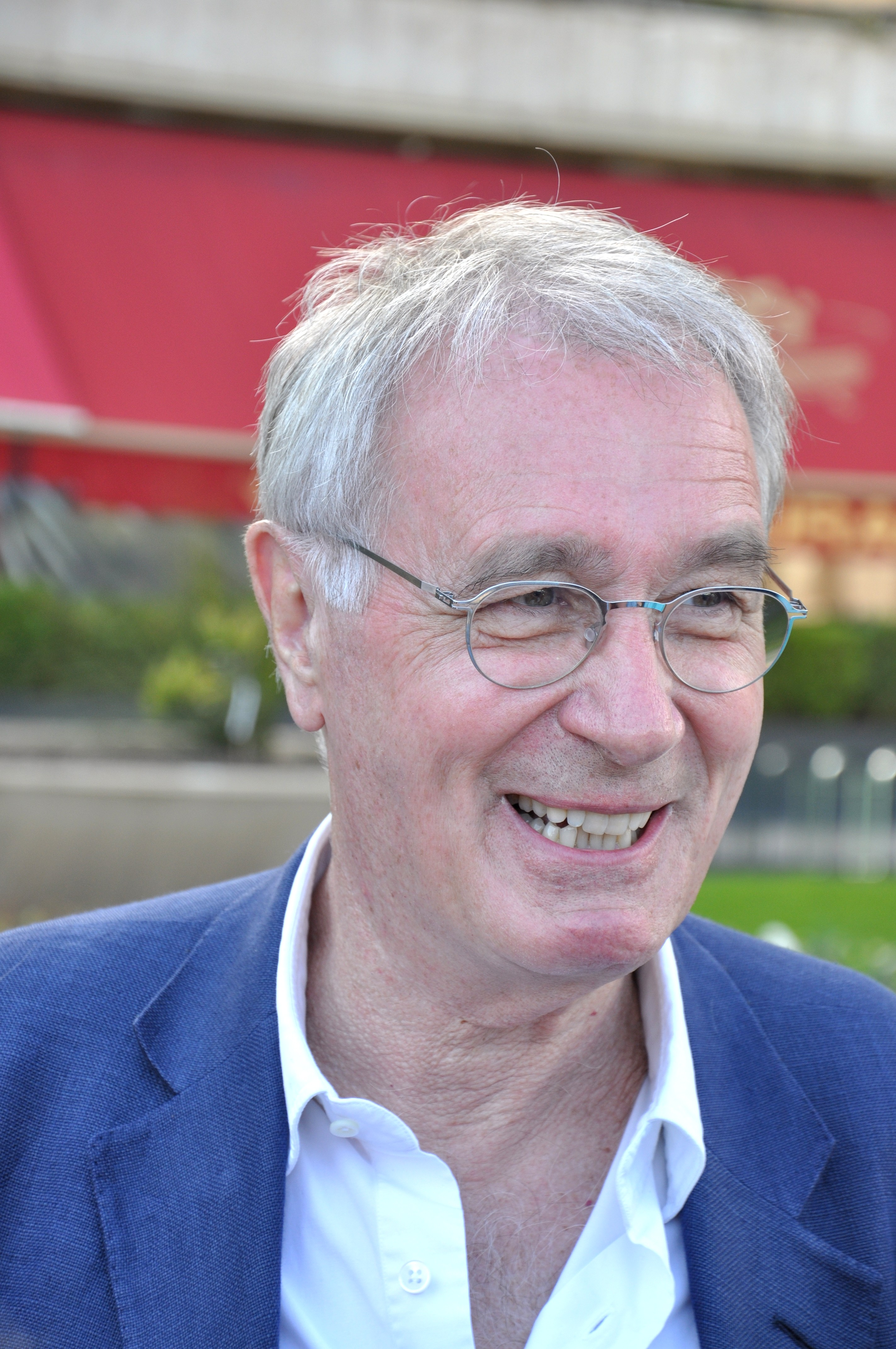
Bernard Le Coq : Martin Calbert
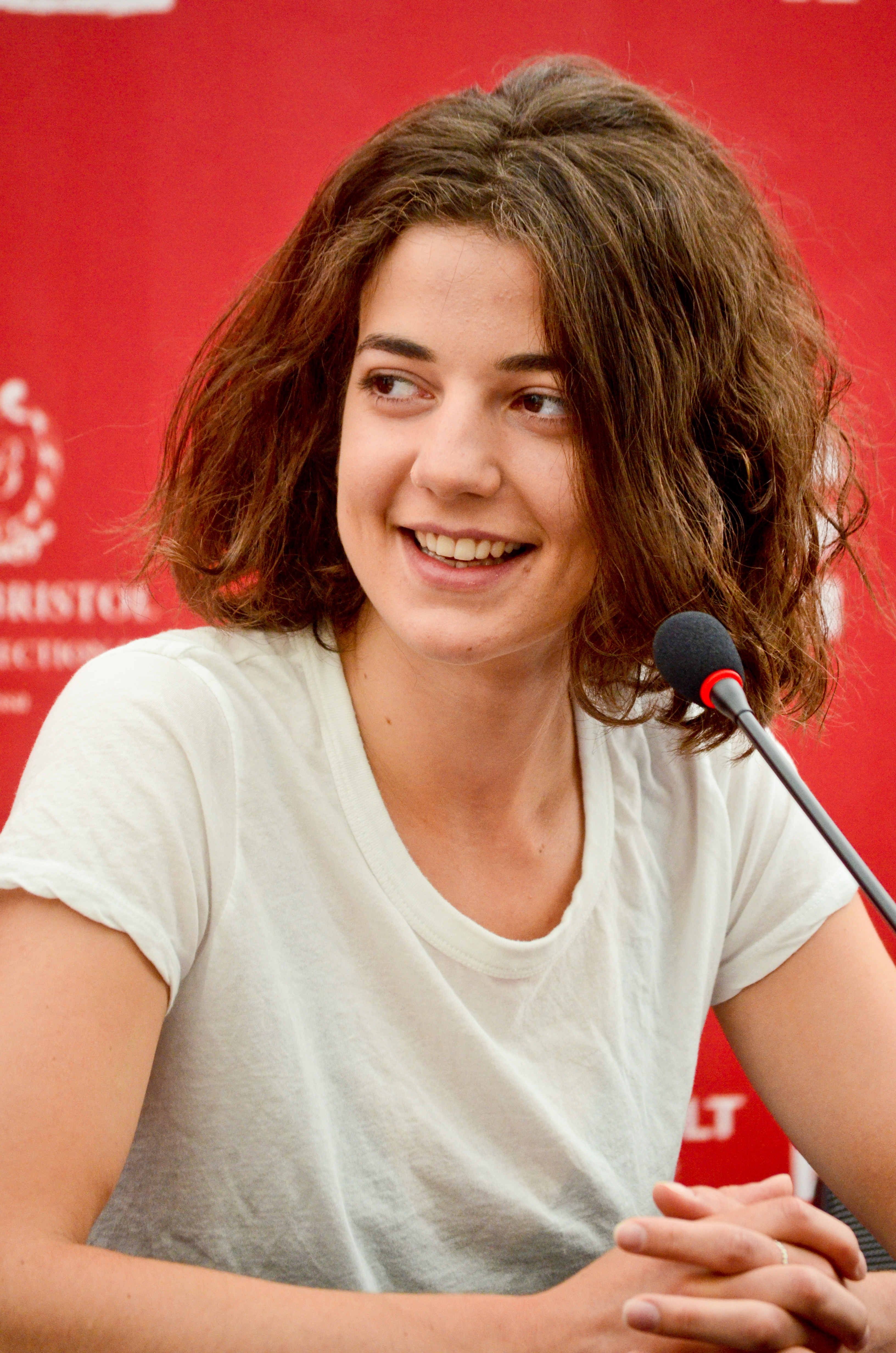
Esther Garrel : Adèle Terrazoni
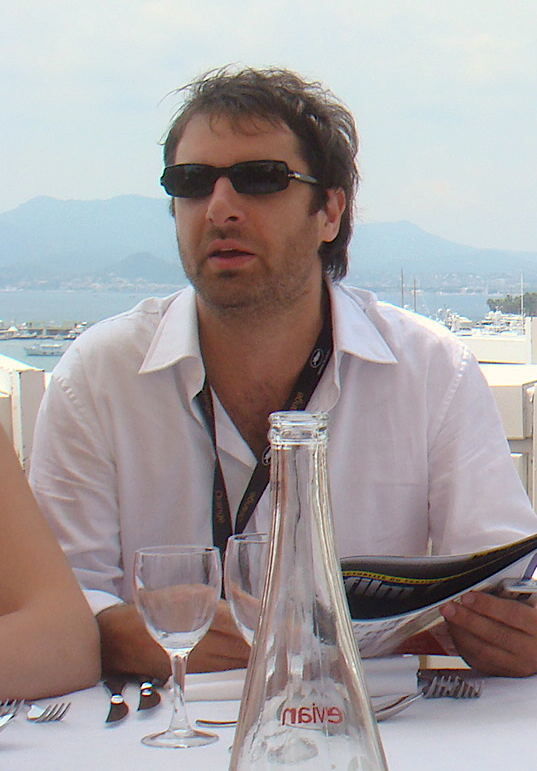
Grégory Montel : Olivier Mauclair
- Loïc Guingand : Bernard Lantier
- Julie Badoc : Isabelle Favereau
- Lilou Fogli : Solène Mauclair
- Cécile Fišera : Alix Terrazoni
- Xavier Boulanger : Gabriel Terrazoni
- Nicolas Casar : Aurélien Calbert
- Milan Morotti : Kévin
- Julian Carrey : Aurélien Calbert jeune
- Camille Talarico : Adèle Terrazoni jeune
- Emma Renck : Alix Terrazoni jeune
- Lauranne Sz : l'infirmière
- Raphaël Scheer : l'employé hôtel
- Philippe Koa : le notaire
- Aurore Sellier : l'infirmière matin
- Karine Hannecart : la fleuriste
- Marc Chapiteau : voix off

## Production

### Inspiration
Vivre sans eux est inspiré de faits réels.

### Tournage
Le téléfilm a été tourné, du 16 novembre au 14 décembre 2017, dans le Bas-Rhin, notamment à Matzenheim, Strasbourg, Lingolsheim et Ostwald.

### Casting
Le casting est composé de deux acteurs de premiers plan, tous deux au service de rôles différents de leur habitude : Bernard Le Coq, connu pour son rôle dans Une famille formidable et de nombreux téléfilms, et Grégory Montel, qui incarne un des agents de la série Dix pour cent.
Le personnage incarné par Bernard Le Coq est loin celui qu'il interprétait dans Une famille formidable. Il joue, ici, un homme en fin de vie torturé par le remords. 
Grégory Montel, plus habitué aux rôles plutôt sympathiques de bon copain, joue dans ce téléfilm un rôle de personnage ignoble, sans morale. Un rôle qu'il a aimé jouer, comme il l'explique au Figaro : « Vous ne pouvez pas imaginer comme il est agréable de casser son image [...] j’ai essayé en l’espèce de gommer toutes les petites choses qui pourraient le rendre plus humain. »

## Accueil critique
Moustique est très élogieux : « Excellente surprise que ce drame psychologique, qui nous donne le meilleur de la fiction française, soit le sens de l'atmosphère, la place laissée aux relations humaines complexes et le jeu réaliste de comédiens impliqués ». La journaliste parle d'« d'ambiances à la Chabrol », d'un « clair-obscur prenant [...] jusqu'à rappeler un peu les frères Coen ». Elle salue aussi le « jeu impeccable des acteurs » et en particulier celui de Grégory Montel. Pour Le Figaro s'attarde sur les personnages notant que le « « duo que tout oppose » [Martin et Adèle], certes convenu, fonctionne parfaitement, loin des clichés, grâce à des personnages sensibles et justes ». Ouest-France parle d'« Une œuvre subtile et émouvante », « un polar [...] porteur d’une belle réflexion sur la maladie et la mort », alors que Télé Loisirs la qualifie de « fiction glaçante [qui] tient en haleine et bénéficie d'une interprétation sans faille ». Caty Dewanckèle de Télé 7 jours félicite les acteurs principaux : « Par leur jeu subtil, le formidable Bernard Le Coq et la très prometteuse Esther Garrel nous plongent dans une atmosphère inquiétante, où le suspense va crescendo ».
À noter que le public a remarqué, lui, la diction déplorable de Garrel, selon le modèle de la nouvelle génération de comédiens dont ceux qui n'ont que leur nom en guise de c.v et d'école.

## Audience
Lors de sa première diffusion en France, le téléfilm a été le programme le plus regardé de la soirée, avec 4 645 000 téléspectateurs, soit 17,3 % de part d'audience, devant Grey's Anatomy diffusé sur TF1. 